# Heaven (Inna)
Heaven è un singolo della cantante rumena Inna, pubblicato il 10 giugno 2016. Esso fu annunciato inizialmente come singolo apripista per il nuovo disco Nirvana, ma successivamente venne esclusa dalla tracklist ufficiale dell'album. A ottobre 2020 nel canale ufficiale "Soundcloud" della cantante, viene rilasciata una versione finale del disco Nirvana includendo tutti i brani scartati in precedenza, così questo brano viene rivalutato come primo singolo dall'album.

## Descrizione
Si tratta di un brano dance pop dal ritmo uptempo, scritto da Andrew Frampton, Breyan Isaac, Andreas Schuller e Thomas Joseph Rozdilsky e prodotto dai Play&Win con la stessa Inna.

## Video musicale
Il video musicale è stato registrato alle Mauritius, insieme agli abitanti del posto, per le strade e le spiagge tipiche.

## Tracce
Testi e musiche di Andrew Frampton, Breyan Isaac, Andreas Schuller e Thomas Joseph Rozdilsky.
1. Heaven – 3:25